# Isabella Biagini
Isabella Biagini, all'anagrafe Concetta Biagini (Roma, 8 dicembre 1940 – Roma, 14 aprile 2018), è stata un'attrice cinematografica, showgirl e imitatrice italiana.

## Biografia

### Carriera
Ancora ragazzina fu notata dal regista Michelangelo Antonioni, che nel 1955 le diede una piccola parte nel film Le amiche.

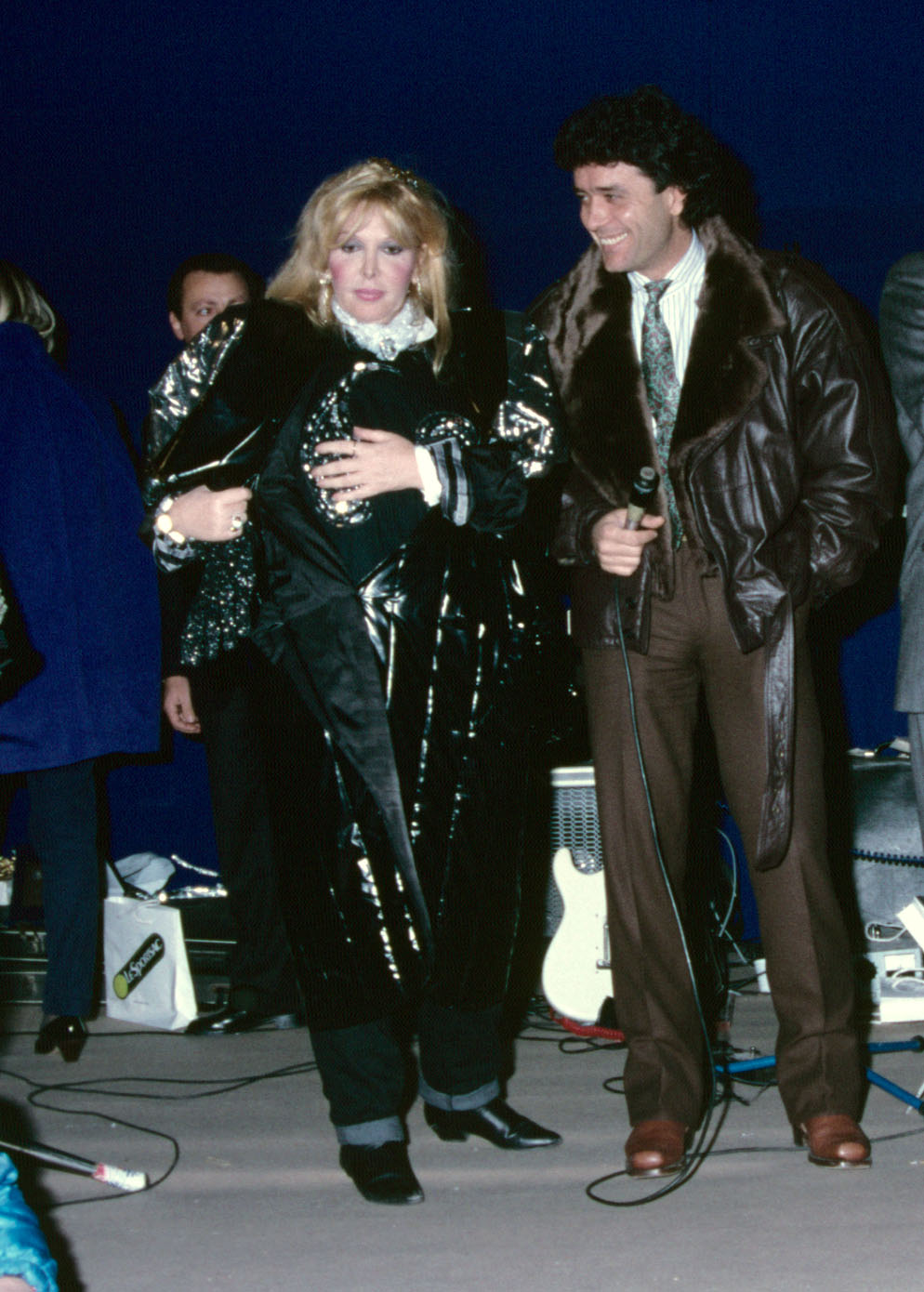
Isabella Biagini e Gianni Nazzaro in uno spettacolo del 1983

Il passaggio alla televisione avvenne in occasione di un concorso per annunciatrici in cui lei, sfoggiando un look da fatalona svampita, provocò tanta confusione e ilarità da venire immediatamente scritturata, il giorno successivo, per un ruolo comico.

Isabella Biagini e Virgilio Savona sul set di Non cantare, spara

Negli anni sessanta e settanta Isabella Biagini recitò in numerosi film della commedia sexy all'italiana, sotto la direzione di registi quali Luciano Salce, Steno, Mariano Laurenti, Bruno Corbucci, Fernando Di Leo, Joe D'Amato e molti altri, in cui incarnò spesso lo stereotipo della bellona bionda e procace, ma superficiale e sciocca.
Contemporaneamente prese parte per la Rai a diversi varietà televisivi, tra cui la commedia musicale Non cantare, spara (1968), con il Quartetto Cetra, Bambole, non c'è una lira (1977) e C'era una volta Roma (1979), rivelando una notevole versatilità e un atteggiamento ironico e dissacrante, e segnalandosi per la bravura nelle imitazioni, in particolare quella di Mina. Strinse un sodalizio artistico con Enrico Simonetti, insieme al quale condusse le trasmissioni Il signore ha suonato?, del 1966, Lei non si preoccupi, del 1967 e Aiuto è vacanza, del 1969, e partecipò inoltre alla 22ª edizione della trasmissione radiofonica Gran varietà nel 1971, esibendosi anche in scenette comiche.
Divenuti sempre più rari gli impegni di lavoro, anche a causa della non sempre costante affidabilità professionale e della forte umoralità, l'attrice subì una flessione di popolarità che la confinò nell'ambito dello spettacolo di cabaret e delle TV locali.
Nel 1984 riapparve alla televisione di Stato, nelle trasmissioni Cari amici vicini e lontani, con Renzo Arbore, e TV Story, con Walter Chiari. Nel 1987 Tinto Brass le affidò un ruolo nel film erotico Capriccio.
Nel 1992 fece scalpore la sua decisione di prendere parte al programma Agenzia matrimoniale in veste di cuore solitario: in quell'occasione l'attrice fu infatti accusata di voler farsi pubblicità in un momento di declino professionale.
Nel 2000 partecipò al suo ultimo film, Il segreto del giaguaro.

### Morte
Colpita da un'ischemia cerebrale nel novembre 2017, morì la mattina del 14 aprile 2018 nella clinica "Antea Hospice" di Roma dove era ricoverata da un mese per cure palliative. I funerali religiosi si sono celebrati il 17 aprile presso la Chiesa degli artisti di piazza del Popolo. Isabella Biagini è stata poi sepolta nel cimitero Flaminio.

## Vita privata
Isabella Biagini ebbe una vita sentimentale difficile, segnata da dolori, da due matrimoni falliti (dal primo dei quali nacque la figlia Monica, morta nel 1999 a causa di un tumore) e da tormentate relazioni.
Nel 2016 viveva con una pensione di 700 euro al mese, mentre nel gennaio 2017 venne prima sfrattata (da un'abitazione che rimase peraltro danneggiata da un incendio - secondo l'attrice doloso - proprio il giorno precedente lo sfratto) e poi investita da un'automobile mentre cercava di raggiungere il suo cagnolino, come lei stessa riferì in un videomessaggio nel programma Pomeriggio Cinque, condotto da Barbara D'Urso.

## Filmografia

### Cinema
- Le amiche, regia di Michelangelo Antonioni (1955)
- La zia d'America va a sciare, regia di Roberto Bianchi Montero (1957)
- Il cocco di mamma, regia di Mauro Morassi (1958)
- Serenatella sciuè sciuè, regia di Carlo Campogalliani (1958)
- I due mafiosi, regia di Giorgio Simonelli (1964)
- Slalom, regia di Luciano Salce (1965)
- Amore all'italiana, regia di Steno (1966)
- Gli altri, gli altri... e noi, regia di Maurizio Arena (1967)
- I 2 vigili, regia di Giuseppe Orlandini (1967)
- Pensando a te, regia di Aldo Grimaldi (1969)
- Gli infermieri della mutua, regia di Giuseppe Orlandini (1969)
- Quelli belli... siamo noi, regia di Giorgio Mariuzzo (1970)
- La ragazza del prete, regia di Domenico Paolella (1970)
- Mazzabubù... Quante corna stanno quaggiù?, regia di Mariano Laurenti (1971)
- Io non vedo, tu non parli, lui non sente, regia di Mario Camerini (1971)
- Il clan dei due Borsalini, regia di Giuseppe Orlandini (1971)
- Boccaccio, regia di Bruno Corbucci (1972)
- Il sindacalista, regia di Luciano Salce (1972)
- Il terrore con gli occhi storti, regia di Steno (1972)
- Maria Rosa la guardona, regia di Marino Girolami (1973)
- Crash! Che botte... Strippo strappo stroppio, regia di Bitto Albertini (1973)
- L'erotomane, regia di Marco Vicario (1974)
- Paolo il freddo, regia di Ciccio Ingrassia (1974)
- Colpo in canna, regia di Fernando Di Leo (1975)
- La ragazza dalla pelle di corallo, regia di Osvaldo Civirani (1976)
- Gli amici di Nick Hezard, regia di Fernando Di Leo (1976)
- Atti impuri all'italiana, regia di Oscar Brazzi (1976)
- Stangata in famiglia, regia di Franco Nucci (1976)
- Il ginecologo della mutua, regia di Joe D'Amato (1977)
- Tutti a squola, regia di Pier Francesco Pingitore (1979)
- Ciao marziano, regia di Pier Francesco Pingitore (1980)
- La cameriera seduce i villeggianti, regia di Aldo Grimaldi (1980)
- "FF.SS." - Cioè: "...che mi hai portato a fare sopra a Posillipo se non mi vuoi più bene?", regia di Renzo Arbore (1983)
- Il futuro è donna, regia di Marco Ferreri (1984) non accreditata
- Grandi magazzini, regia di Castellano e Pipolo (1986)
- Capriccio, regia di Tinto Brass (1987)
- La bruttina stagionata, regia di Anna Di Francisca (1996)
- Nostalgia di protezione, cortometraggio, regia di Gillo Pontecorvo (1997)
- Il segreto del giaguaro, regia di Antonello Fassari (2000)

### Televisione
- Le avventure di Laura Storm – serie TV, episodio 2x01 (1966)
- Non cantare, spara – film TV (1968)
- Quel negozio di Piazza Navona – miniserie TV, 3 episodi (1969)
- Il sistema Ribadier di Georges Feydeau e Maurice Hennequin (TV 8 febbraio 1974)
- Settimo anno – miniserie TV (1978)
- I ragazzi del muretto – serie TV, episodio 3x10 (1996)

## Programmi televisivi
- Andiamoci piano (1966)
- Il signore ha suonato? (1966)
- Lei non si preoccupi (1967)
- Aiuto è vacanza (1969)
- La cugina Orietta (1970)
- Tanto piacere (1974)
- Sim Salabim Special (1976)
- Bambole, non c'è una lira (1977)
- C'era una volta Roma (1979)
- Biondissimamente tua (1979)
- Cari amici vicini e lontani (1984)
- TV Story (1984)

### Carosello
Isabella Biagini partecipò ad alcune serie della rubrica televisiva di sketch pubblicitari Carosello in onda sulla Rai: nel 1967 pubblicizzò, insieme a Enrico Simonetti, le camicie Aramis; nel 1969 e 1970 l'elenco telefonico delle Pagine Gialle per la SEAT; nel 1971 (con Karin Schubert) e nel 1972 la birra Wührer.

## Radio

### Programmi radiofonici Rai
- Marilyn: una donna, una vita (1971), originale radiofonico di Vittoria Ottolenghi e Alfio Valdarmini, con Isabella Biagini e Adolfo Geri, regia di Marcello Asta

### Varietà radiofonici
- Gran varietà (1971, 22º ciclo, con Enrico Simonetti e 1973, 27º ciclo, con Antonio Guidi)

## Discografia
- 1967 – Mangio la mia mela/Una figlia primitiva (Mustang, CM 30004)